# BlizzCon 2019
BlizzCon 2019 — тринадцатая выставка BlizzCon, организованная компанией Blizzard Entertainment и проведённая 1—2 ноября 2019 года в Anaheim Convention Center. На выставке были анонсированы игры Diablo IV и Overwatch 2, а также дополнения World of Warcraft: Shadowlands и Hearthstone: Descent of Dragons. Кроме того в рамках выставки прошли киберспортивные мероприятия по Hearthstone, Overwatch, StarCraft II и World of Warcraft.

## Шоу

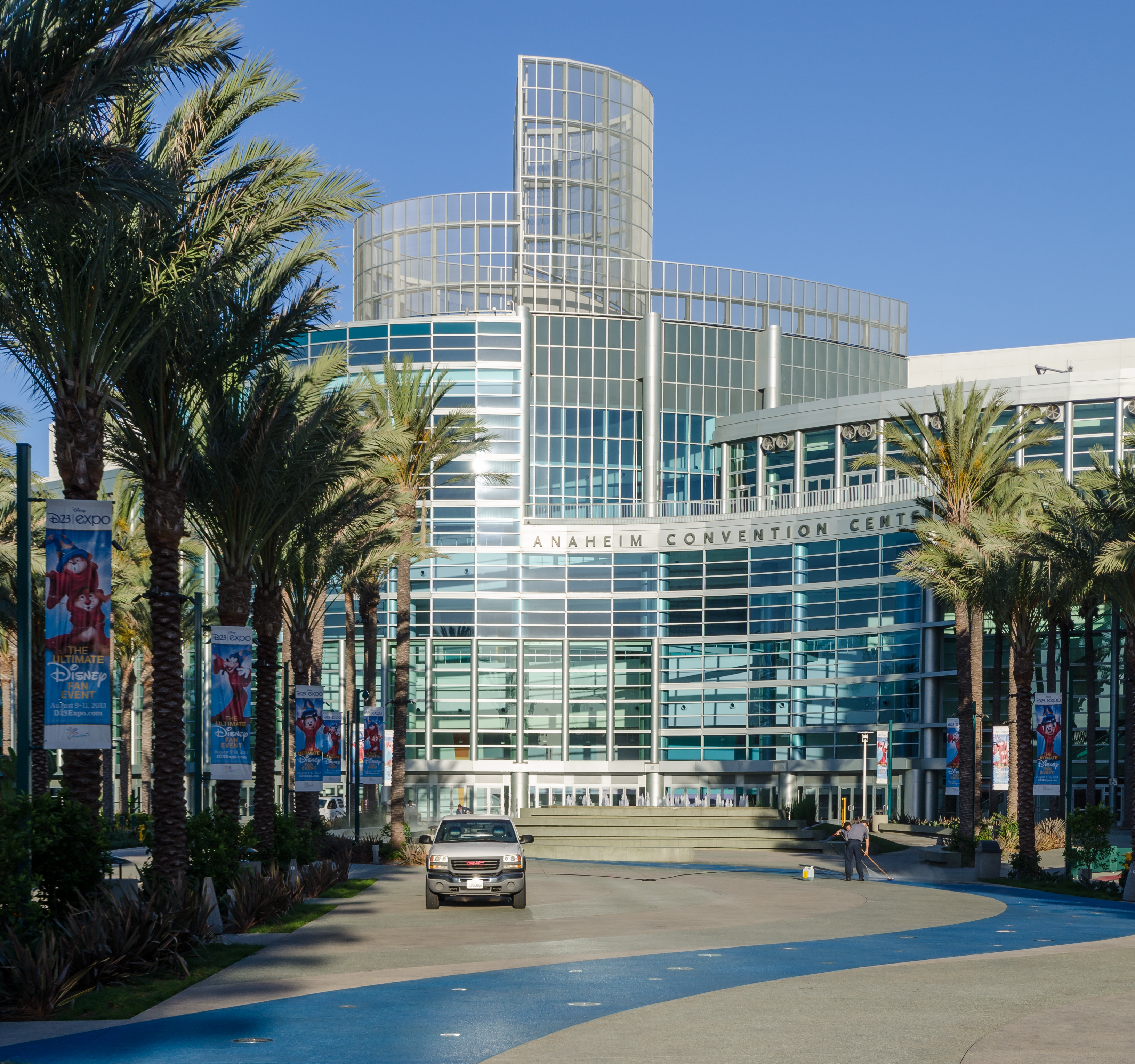
Выставка BlizzCon 2019 прошла в Anaheim Convention Center

Выставка BlizzCon 2019 прошла 1—2 ноября 2019 года в Anaheim Convention Center. Церемония открытия началась с кинематографического трейлера, анонсирующего Diablo IV — первую игру серии с 2012 года. Сюжетно игра разворачивается через несколько лет после войны преисподней и небес, представленной в Diablo III, и выстраивается вокруг Лилит, дочери Мефисто. Геймплейно Diablo IV отличается от предыдущих игр серии тем, что является игрой в открытом мире с пятью зонами, которые можно исследовать в любой последовательности, для чего в игру вводятся верховые звери. На выставке было показано три класса — друид, варвар и волшебница; ещё двоих планировалось анонсировать позднее.
Для MMORPG World of Warcraft было анонсировано дополнение World of Warcraft: Shadowlands, продолжающее историю вождя орды Сильваны из World of Warcraft: Battle for Azeroth. В представленном ролике Сильвана ломает корону Короля-лича, разрушая границу между жизнью и смертью. Игрокам предстоит отправиться на выручку героям Орды и Альянса, которых засосало в мир мёртвых. Значимым нововведением оказалась переработка системы уровней. Максимальным уровнем стал 60-й. Первые 10 уровней новые персонажи будут проводить в переработанной стартовой локации, после чего новички продолжат прокачку в дополнении «Битва за Азерот», а при игре второй и последующие разы у них будет возможность отправиться в одно из других дополнений, каждое из которых будет перестроено под уровни 10—50.
Другим крупным анонсом стал Overwatch 2. Отличительной особенностью стал фокус на «сильно реиграбельном» сюжетном PvE-режиме. Игрокам предстоит проходить кооперативные миссии, в рамках которых будут показываться сюжетные ролики. Меняется система прокачки героев: персонажами можно будет создавать собственные билды, выбирая таланты, а во время сражений пользоваться трофейными усилениями. Также был представлен новый PvP-режим под названием «Натиск», в котором команды сопровождают роботов, толкающих тележки; команда, чей робот добирается до финиша, побеждает. Новыми картами стали Торонто, Гётеборг, Монте-Карло и Рио-де-Жанейро, а новыми героями — канадка Sojourn и ранее анонсированный Эхо. Владельцы Overwatch и Overwatch 2 смогут играть друг с другом, однако вторым будет доступно больше контента. Кроме того, прогресс из первой части игры можно будет перенести в сиквел.
Для Hearthstone было анонсировано дополнение «Натиск драконов» (англ. Descent of Dragons). В игру вводится Галакронд, прародитель драконов, в виде пяти карт для колод воина, чернокнижника, шамана, разбойника и жреца, каждая из которых обладает собственной версией мощного умения. Все пять карт были бесплатно выданы игрокам, зашедшим в игру в течение 90 дней после выпуска дополнения. Также было анонсировано противостояние Лиги зла и Лиги исследователей, исход которого предстояло определять игрокам.
Для стратегии StarCraft II был анонсирован новый герой для совместного режима, выпускаемый в конце ноября, — Арктур Менгск, император терранов, посылающий на смерть идеологически обработанное пушечное мясо, чтобы ослабить врагов перед вступлением в бой элитных подразделений императорской гвардии. Также в рамках выставки любой желающий мог сыграть в StarCraft II против AlphaStar, искусственного интеллекта от DeepMind.
На церемонии закрытия выступили The Glitch Mob, Haywyre и Fitz and The Tantrums.

## Киберспорт

### Hearthstone Grandmasters
В 2019 году прошёл первый турнир Hearthstone Grandmasters, его финал был проведён в рамках BlizzCon 2019. Всего на турнир было приглашено 8 спортсменов: три призёра первого сезона, три призёра второго сезона и два игрока по итогам турнира Gold Open Series в Китае. Призовой фонд составил 500 000 долларов США. Победительницей турнира стала китаянка Сяомэн «Liooon» Ли, одержавшая в финале чистую победу над Брайаном «bloodyface» Исоном со счётом 3:0. Первые две игры она выиграла в матчапе Друида против Шамана за каждую из сторон. В третьей игре она обыграла соперника, снова взявшего Друида, используя колоду Охотника. Ли Сяомэн стала первой женщиной, взявшей чемпионский титул на BlizzCon по какой-либо дисциплине, а также первой женщиной, одержавшей победу на турнире по Hearthstone такого уровня. Победа принесла ей 200 000 долларов США.
Спортивный портал ESPN назвал победу Liooon на BlizzCon 2019 киберспортивным событием года.

### Overwatch World Cup
В отличие от прошлых лет, когда турниры Overwatch World Cup были распределены по четырём разным странам, все три стадии 2019 Overwatch World Cup прошли в рамках выставки BlizzCon. В мае 2019 года были организованы национальные комитеты, занимающиеся сбором команд; игроки были отобраны в июле. Значимым нововведением чемпионата стало введение предварительной стадии — открытых квалификаций, на которых в формате плей-офф разыгрывалось пять слотов групповой стадии. Право на участие в квалификациях было у сборных любых стран, однако компания Blizzard гарантировала оплату проезда и проживания только для 10 сильнейших по рейтинговой системе World Cup команд. Предварительная стадия прошла 1 ноября 2019 года. В групповую стадию, также прошедшую 1 ноября, прошли 5 победителей предварительной стадии и 5 сильнейших команд рейтинга; они были распределены по двум группам по 5 участников в каждой. Стадия плей-офф и финал прошли 2 ноября.
Чемпионом мира, впервые за киберспортивную историю Overwatch, стала сборная США. В групповой стадии команда США заняла доминирующую позицию, обыграв такие сильные команды, как сборные Франции и Южной Кореи. В плей-офф сборная США снова встретилась со сборной Южной Кореи, трёхкратным чемпионом Overwatch World Cup, и выиграла у неё, проиграв всего один матч. Выйдя на игру против Китая, сборная США завершила её со счётом 3:0 в свою пользу и взяла чемпионский титул. Джей «Sinatraa» Вон получил награду T-Mobile MVP, определённую голосованием среди зрителей выставки BlizzCon и трансляции на Twitch. Приняв награду, Sinatraa заявил, что, по его мнению, больше всего награды заслуживал Кори «Corey» Нигр.

### StarCraft II World Championship Series

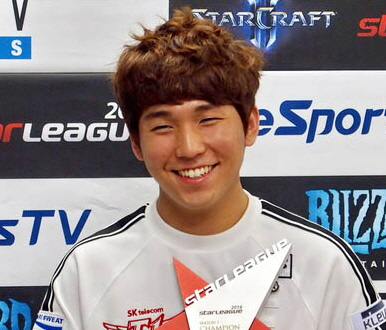
Пак «Dark» Риюнг Ву, победитель 2019 StarCraft II World Championship Series

В рамках BlizzCon 2019 была проведена стадия плей-офф 2019 StarCraft II World Championship Series Global Finals, в которую по результатам группового этапа вышли 6 лучших корейских игроков (О «soO» Юн Су, Чо «Trap» Сон Хо, Ли «Rogue» Бён Рёль, Ким «Classic» Дох У, Чо «Maru» Сон Чу и Пак «Dark» Риюнг Ву), финн Йоона «Serral» Сотала и итальянец Риккардо «Reynor» Ромити. Победителем турнира стал Dark, одержавший победу над Reynor в финальном поединке. Dark выиграл первые две игры серии, прошедшие на картах «Акрополис» и «Буревестник». На третьей карте серии, «Зимние врата», Dark попытался зарашить оппонента, однако Reynor успешно отбился и заработал победу. Следующие две игры, на картах «Кровавое диско» и «Тритон», окончились победой Dark, что принесло ему победу со счётом 4:1. В полуфинале Reynor выбил с турнира Serral, действующего чемпиона мира. Призовой фонд турнира составил 600 000 долларов США, из которых 210 000 долларов получил победитель.

### World of Warcraft Arena World Championship
PvP-чемпионат 2019 World of Warcraft Arena World Championship (сокр. AWC) был выигран командой Method Black. На пути к финалу она проиграла всего один матч каждому из своих оппонентов, заканчивая серии со счётом 3:1. В финале она встретилась с командой Wild Card Gaming и выиграла со счётом 4:3. Примечательно, что за весь турнир команда Method Black ни разу не встретилась с Cloud9 — командой, которая дважды обыгрывала Method Black в финалах крупных турниров в 2019 году. Призовой фонд составил 330 000 долларов США, из которых 132 000 получил победитель.

### World of Warcraft Mythic Dungeon International
В рамках PvE-чемпионата 2019 World of Warcraft Mythic Dungeon International (сокр. MDI) команды на время проходили подземелья с эпохальным ключом из актуального дополнения World of Warcraft: Battle for Azeroth. Победителем MDI стала команда Method EU, переигравшая в финале американское подразделение той же команды — Method NA — со счётом 3:0. Призовой фонд составил 330 000 долларов США, из которых 140 000 получил победитель.

## Скандалы и критика

### Скандал вокруг Blitzchung
В октябре 2019 года, во время проведения азиатско-тихоокеанской лиги Hearthstone Grandmasters, один из участников, гонконгский киберспортсмен Ын «blitzchung» Вай Чунг, использовал послематчевое интервью для того, чтобы выкрикнуть политический лозунг «Освободите Гонконг!» (англ. Liberate Hong Kong), связанный с протестами в Гонконге против законопроекта об экстрадиции, после чего трансляция была прервана на рекламу. Вскоре компания Blizzard официально объявила о том, что blitzchung нарушил правила турнира, в результате чего игрок был исключён из программы Grandmasters и лишён заработанных на этом турнире призовых; кроме того, ему на год было запрещено участвовать в любых официальных соревнованиях по Hearthstone. Помимо этого были уволены оба комментатора, находившиеся в этот момент в эфире. Это вызвало бурную реакцию как в интернет-сообществе, так и в самой компании Blizzard. В дальнейшем наказание было уменьшено до 6 месяцев. Спустя две недели на тот же срок были отстранены от соревнований по Hearthstone участники команды American University за демонстрацию плаката с призывом об освобождении Гонконга на трансляции чемпионата Collegiate Hearthstone Championship.
Это нашло отражение и на BlizzCon 2019. Перед Anaheim Convention Center выстроился пикет, участники которого разгуливали в костюмах Винни-Пуха, высмеивающих китайского лидера Си Цзиньпина, и раздавали футболки с изображением Мэй, персонажем-китаянкой в игре Overwatch, которую сделали символом протеста против Blizzard. Кроме того, во время сессии вопросов-ответов пара человек выкрикивала «Освободите Гонконг!». Сама выставка началась с извинения президента Blizzard Джея Аллен Брэка: по его словам, решение было принято слишком быстро и без обсуждения с поклонниками. «У Blizzard была возможность объединить мир в трудный момент киберспорта Hearthstone около месяца назад, но мы этого не сделали. Мы среагировали слишком быстро, а затем слишком медлили в обсуждении этого с вами. Мы не соответствовали высоким стандартам, которые сами установили для себя, и за это я извиняюсь и принимаю ответственность». Однако наказание ни для киберспортсменов, ни для ведущих отменено не было; напротив, Джей Аллен Брэк придерживается мнения, что наказание было необходимо.

### Призовой фонд чемпионатов поWorld of Warcraft
19 марта 2019 года Blizzard объявила, что призовой фонд чемпионатов по World of Warcraft будет набираться посредством краудфандинга: 25 % от суммы, вырученной продажей некоторых внутриигровых предметов, будут идти в призовой фонд, причём минимум 500 000 долларов США (по 250 000 на AWC и MDI) гарантируется Blizzard при любом уровне продаж. За несколько дней до BlizzCon был объявлен итоговый призовой фонд — 660 000 долларов США, по 330 000 на каждый турнир. Это породило недовольство фанатов, стримеров и киберспортсменов, посчитавших, что сумма была полностью набрана за счёт внутриигровых продаж и не была спонсирована Blizzard. Кроме того, призовой фонд посчитали слишком маленьким по сравнению с другими чемпионатами, проводящимися в рамках BlizzCon.